# Насыщаемое поглощение
Насыщаемое поглощение — свойство материалов, заключающееся в том, что поглощение света уменьшается с увеличением интенсивности света. Большинство материалов демонстрируют некоторое насыщаемое поглощение, но часто только при очень высокой оптической интенсивности (близкой к оптическому повреждению). При достаточно высокой интенсивности падающего света атомы в основном состоянии насыщаемого поглощающего материала возбуждаются в состояние с высокой энергией с такой скоростью, что у них недостаточно времени для того, чтобы вернуться в основное состояние, в результате чего поглощение входит в стадию насыщения. Насыщенные поглотители полезны в лазерных резонаторах. Ключевыми параметрами для насыщаемого поглотителя являются диапазон длин волн (где он поглощает),  динамический отклик (как быстро он восстанавливается), а также его интенсивность насыщения и флюенс (при какой интенсивности или энергии импульса он насыщается). Они обычно используются для пассивной модуляции добротности. 

## Феноменология насыщаемого поглощения
В рамках простой модели насыщенного поглощения скорость релаксации возбуждения не зависит от интенсивности. Следовательно, при непрерывном излучении скорость поглощения (или просто поглощение) {\displaystyle A} определяется интенсивностью {\displaystyle I}:
{\displaystyle (1)~~~~A={\frac {\alpha }{1+I/I_{0}}}}
где {\displaystyle \alpha } — линейное поглощение; {\displaystyle I_{0}} — интенсивность насыщения. Эти параметры связаны с концентрацией {\displaystyle N} активных центров в среде, эффективным сечением {\displaystyle \sigma } и временем жизни {\displaystyle \tau } возбуждений.

## Связь с омега-функцией Райта

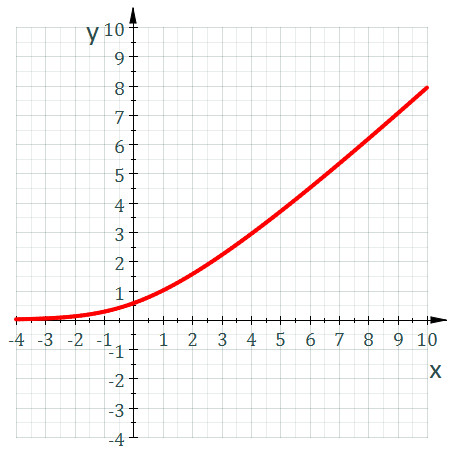
Омега-функция Райта

В простейшем случае, когда лучи поглощаемого света параллельны, интенсивность можно описать с помощью закона Бугера–Ламберта,
{\displaystyle (2)~~~~{\frac {\mathrm {d} I}{\mathrm {d} z}}=-AI}
где {\displaystyle z} — координата в направлении распространения. Подстановка (1) в (2) дает уравнение
{\displaystyle (3)~~~~{\frac {\mathrm {d} I}{\mathrm {d} z}}=-{\frac {\alpha ~I}{1+I/I_{0}}}}
Введя безразмерные переменные {\displaystyle u=I/I_{0}}, {\displaystyle t=\alpha z} уравнение (3) можно переписать в виде
{\displaystyle (4)~~~~{\frac {\mathrm {d} u}{\mathrm {d} t}}={\frac {-u}{1+u}}}
Решение может быть выражено через омега-функцию Райта {\displaystyle \omega } :
{\displaystyle (5)~~~~u=\omega (-t)}

## Связь с функцией Ламберта W
Решение может быть выражено также через связанную W-функцию Ламберта. Пусть {\displaystyle u=V{\big (}-\mathrm {e} ^{t}{\big )}}, тогда
{\displaystyle (6)~~~~-\mathrm {e} ^{t}V'{\big (}-\mathrm {e} ^{t}{\big )}=-{\frac {V{\big (}-\mathrm {e} ^{t}{\big )}}{1+V{\big (}-\mathrm {e} ^{t}{\big )}}}}
С новой независимой переменной {\displaystyle p=-\mathrm {e} ^{t}} Уравнение (6) запишется как
{\displaystyle (7)~~~~V'(p)={\frac {V(p)}{p\cdot (1+V(p))}}}
Формальное решение может быть записано в виде
{\displaystyle (8)~~~~V(p)=W(p-p_{0})}
где {\displaystyle p_{0}} — постоянная, но уравнение {\displaystyle V(p_{0})=0} может соответствовать нефизическому значению интенсивности (нулевой интенсивности) или необычной ветви W-функции Ламберта.

## Флюенс насыщения
Для импульсного режима в предельном случае коротких импульсов, поглощение может быть выражено через флюенс
{\displaystyle (9)~~~~F=\int _{0}^{t}I(t)\mathrm {d} t}
где время {\displaystyle t} должно быть небольшим по сравнению со временем релаксации среды; предполагается, что интенсивность равна нулю при {\displaystyle t<0}. Тогда насыщаемое поглощение можно записать следующим образом:
{\displaystyle (10)~~~~A={\frac {\alpha }{1+F/F_{0}}}}
где флюенс насыщения {\displaystyle F_{0}} — постоянная.
В промежуточном случае (ни непрерывный, ни короткий импульсный режим) уравнения скорости для возбуждения и релаксации в оптической среде должны рассматриваться вместе.
Флюенс насыщения является одним из факторов, которые определяют порог в усиливающей среде и ограничивают накопление энергии в импульсном дисковом лазере.

## Механизмы и примеры насыщаемого поглощения
Насыщение поглощения, которое приводит к уменьшению поглощения при высокой интенсивности падающего света, конкурирует с другими механизмами (например, повышением температуры, образованием центров окраски и т. д.), которые приводят к увеличению поглощения. В частности, насыщаемое поглощение является лишь одним из нескольких механизмов, которые производят самопульсацию в лазерах, особенно в полупроводниковых лазерах . 
Атомы углерода толщиной в один слой, графен, можно увидеть невооруженным глазом, поскольку он поглощает приблизительно 2,3% белого света, что в π раз превышает постоянную тонкой структуры. Отклик графена на насыщаемое поглощение не зависит от длины волны от УФ до ИК, среднего ИК и даже до ТГц-частот. В свернутых графеновых листах (углеродные нанотрубки ) насыщаемое поглощение зависит от диаметра и хиральности.

## Микроволновое и терагерцовое насыщаемое поглощение
Насыщаемое поглощение может иметь место даже в микроволновом и терагерцовом диапазонах (что соответствует длине волны от 30 до 300 мкм). Некоторые материалы, например графен, с очень слабой энергетической шириной запрещенной зоны (несколько мэВ), могут поглощать фотоны в микроволновом и терагерцовом диапазонах из-за его межзонного поглощения. В одном отчете отмечается, что микроволновое поглощение графена всегда уменьшается с увеличением мощности и достигает постоянного уровня для мощности, превышающей пороговое значение. Насыщаемое микроволновое поглощение излучения в графене практически не зависит от частоты падающего излучения, что свидетельствует о том, что графен может найти важные применения в графеновых микроволновых фотонных устройствах, таких как: поглотитель СВЧ-излучения, модулятор, поляризатор, обработка микроволнового сигнала, широкополосные сети беспроводного доступа, датчики сети, радары, спутниковая связь и т. д. 

## Насыщаемое поглощение рентгеновских лучей
Насыщаемое поглощение было продемонстрировано для рентгеновских лучей. В одном исследовании алюминиевую фольгу толщиной 50 нм облучали мягким рентгеновским лазерным излучением (длина волны 13,5 нм). Короткий лазерный импульс выбивал основные электроны L-оболочки, не нарушая кристаллическую структуру металла, делая его прозрачным для мягкого рентгеновского излучения той же длины волны в течение примерно 40 фемтосекунд.